# Kriegerdenkmal Leau
Das Kriegerdenkmal Leau ist ein denkmalgeschütztes Kriegerdenkmal im Ortsteil Leau der Ortschaft Preußlitz der Stadt Bernburg in Sachsen-Anhalt. Im örtlichen Denkmalverzeichnis ist das Kriegerdenkmal unter der Erfassungsnummer 094 61293 als Kleindenkmal verzeichnet.
Das Kriegerdenkmal Leau befindet sich in der Nähe der Kirche von Leau. Es ist eine Gedenkstätte für die Gefallenen des Ersten Weltkriegs. Die Gedenkstätte besteht aus einer Stele mit eingelassener Gedenktafel mit den Namen der Gefallenen. Die Inschrift der Tafel lautet Unseren im Weltkrieg 1914/18 gefallenen Helden – Die dankbare Gemeinde Leau.

## Quelle
- Gefallenendenkmal Leau Online, abgerufen am 1. August 2017.